# Maik Langendorf
Maik Langendorf (* 11. März 1972) ist ein deutsch-österreichischer Dartspieler.

## Karriere
Langendorf begann 2004 mit dem Dartsport und war im Steel- und E-Dart unterwegs, in denen er viele Erfolge einfahren konnte. Im Jahr 2005 konnte er die NDA World Championship gewinnen, ein Jahr später kam er beim Turnier Meet The Power II in Geiselwind bis ins Halbfinale, wodurch er knapp die Teilnahme an der PDC World Darts Championship 2006 verpasste.
Seitdem nahm Langendorf an den Turnieren der PDC Europe teil. 2010 qualifizierte er sich als zweitbester Österreicher gemeinsam mit Mensur Suljović für den World Cup of Darts. Hier konnten sie unter anderem die dänische und die nordirische Auswahl bezwingen. So kamen sie in die Gruppenphase, wo sie auf dem letzten Platz landeten und ausschieden.
Im Jahr 2012 konnte Langendorf sich zweimal für ein Event der European Tour qualifizieren. Ende des Jahres schaffte er es in einem Qualifikationsturnier zur Weltmeisterschaft ins Finale, wo er am deutschen Max Hopp scheiterte. Abermals konnte er sich 2013 mit Mensur Suljović für den World Cup of Darts qualifizieren, wo für die beiden schon in Runde eins das Turnier zu Ende war. Für die UK Open 2013 konnte Langendorf sich auch qualifizieren, kam aber nur unter die besten 128.
Auch bei der ersten Auflage der Super League Darts war er dabei und erreichte gleich das Finale, wo er wieder gegen Max Hopp das WM-Ticket verlor. Das Jahr 2013 war für Langendorf ansonsten recht erfolgreich: Er konnte sich für fünf European-Tour-Turniere qualifizieren, einmal kam er in die zweite Runde.
2014 konnte er sich für keine Turniere der European Tour qualifizieren und bei der Super League Darts kam er nicht über die Gruppenphase hinaus. Nach diesem erfolglosen Jahr folgten 2015 wieder bessere Ergebnisse, wieder auf der European Tour, wo er dreimal teilnahm und zweimal unter die letzten 32 kam. Auch stand er im Finale der Super League Darts, wo er gegen René Eidams verlor und sich abermals nicht für eine Weltmeisterschaft qualifizieren konnte. 2017 konnte er sich dann überraschend eine Tour Card für die Jahre 2017 und 2018 sichern, die er 2018 aber wieder abgeben musste. Daraufhin schraubte er seine Teilnahmen bei PDC-Turnieren wieder deutlich zurück und konzentrierte sich auf seinen Beruf.

## Beruf
Maik Langendorf ist Geschäftsführer seiner eigenen Dartsfirma, myproshirt. Diese designt Darts-T-Shirts. Er designte unter anderem auch das Logo der PDC Europe.